# 瘋狂帽商之謎
《瘋狂帽商之謎》（英語：The Mad Hatter Mystery）是美國作家約翰·狄克森·卡爾於1933發表的偵探故事，主角為基甸·菲爾博士。 該悬疑小说的類型為擒凶剧。

## 劇情概要
故事中，年輕的記者菲利普·德里斯科爾（Philip Driscoll）報導了一連串其稱為「瘋狂帽商」（The Mad Hatter）的惡作劇事件：這位「瘋狂帽商」在城中各處偷竊帽子，然後在把帽子「歸還」在很奇怪的地方。德里斯科爾也因為報導一連串無關緊要的奇異犯罪事件而惡名昭彰。他的叔叔威廉·比頓爵士（Sir William Bitton）也在三天內丟了兩頂帽子。為此生氣的比頓爵士，在酒吧中和基甸·菲爾聊起自己有一份艾德加·愛倫·坡的未出版手稿。在聊天中，哈德利警長（Chief Inspector Hadley）向比頓爵士報告德里斯科爾死在伦敦塔的叛徒門中，頭上還戴著他被偷走的帽子。在理清比頓爵士家人，和倫敦塔的於訪客後，基甸·菲爾將要確定手稿在哪、凶手是誰。